# Muraille de Tarragone

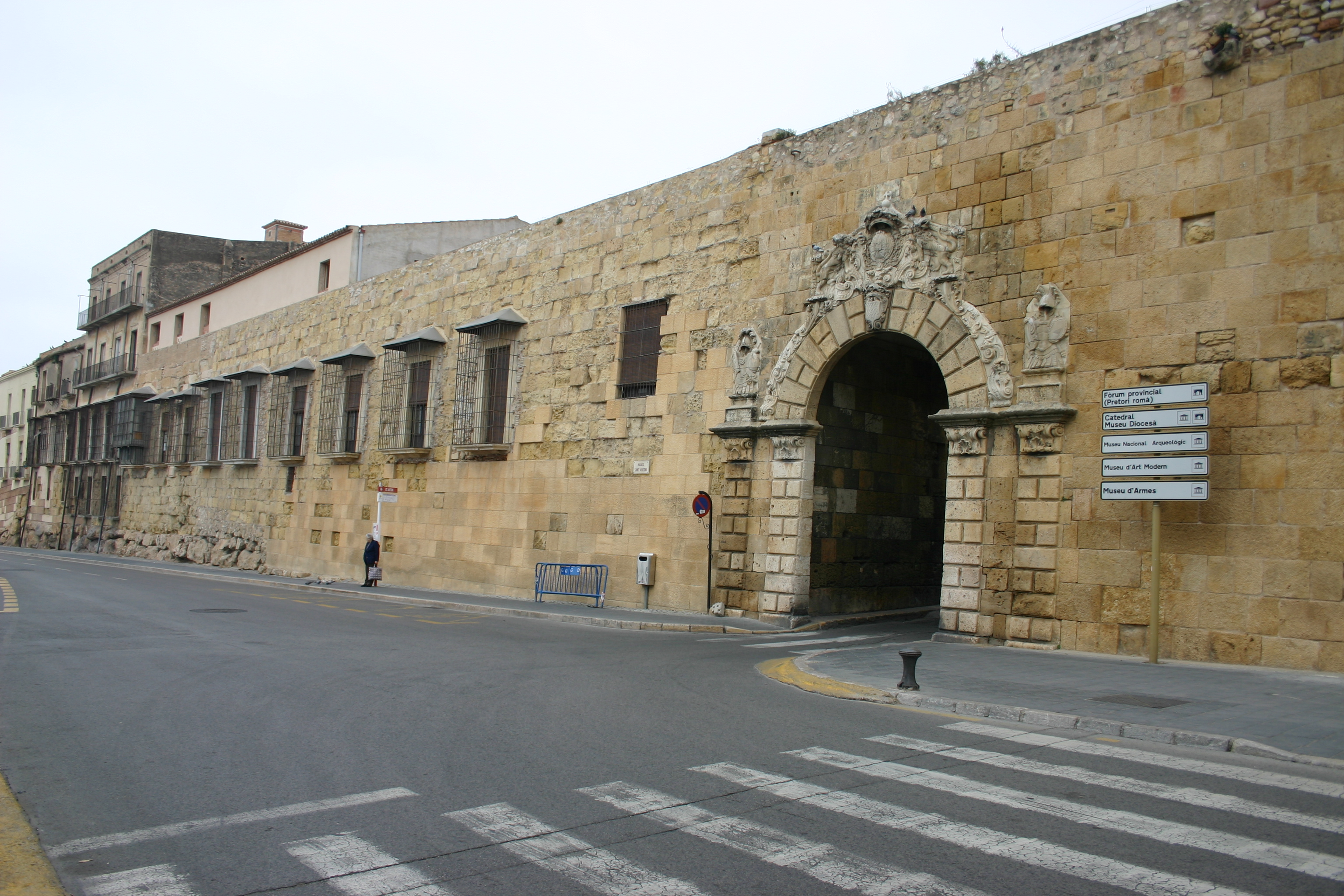
Muraille de Tarragone au niveau de la porte de Saint Antoine.

Au IIe siècle av. J.-C., Tarraco fut dotée d'une grande muraille de 6 mètres de haut et 4,5 mètres d'épaisseur. Elle délimita le périmètre urbain. Sa longueur était d'environ 3 500 m. Actuellement sont conservés une des portes originales ainsi que 1 100 m de muraille, qui entourent le quartier ancien. La muraille constitue la construction architectonique romaine la plus ancienne de toutes celles conservées en dehors de l'Italie.

## Présentation
Après l'invasion islamique, Tarraco a subi un dépeuplement progressif et ce n'est qu'avec l'occupation de Raimond-Bérenger IV, au XIIe siècle que la muraille a été réutilisée et réparée. Entre les XVIe et XVIIIe siècles, elle a été renforcée au moyen de bastions, une fausse brèche et des remparts extérieurs afin d'adapter les défenses de Tarragone à l'artillerie. Elle a ensuite subie des modifications durant l'occupation napoléonienne.
La promenade archéologique permet de visiter la muraille romaine et la fausse brèche moderne, le tout autour de jardins, de poésies romantiques et d'explications historiques. Il convient de citer la tour de l'Archevêque, ayant subi d'importantes réformes médiévales, et celle de Minerve contenant la sculpture et l'inscription romaines les plus anciennes de la péninsule Ibérique.
La muraille de Tarragone est l'une des composantes du lieu classé patrimoine mondial de l'Humanité « Ensemble archéologique de Tarragone », identifiée par le code 875-001.

## Galerie

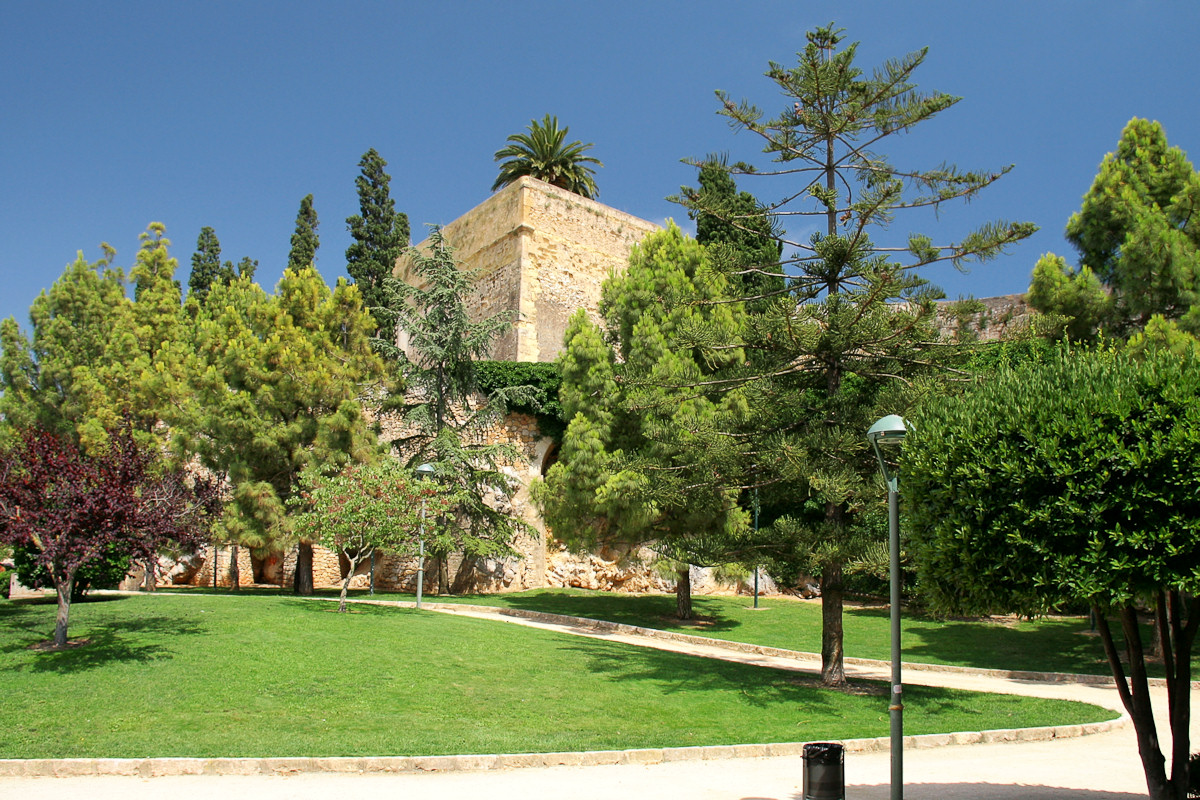
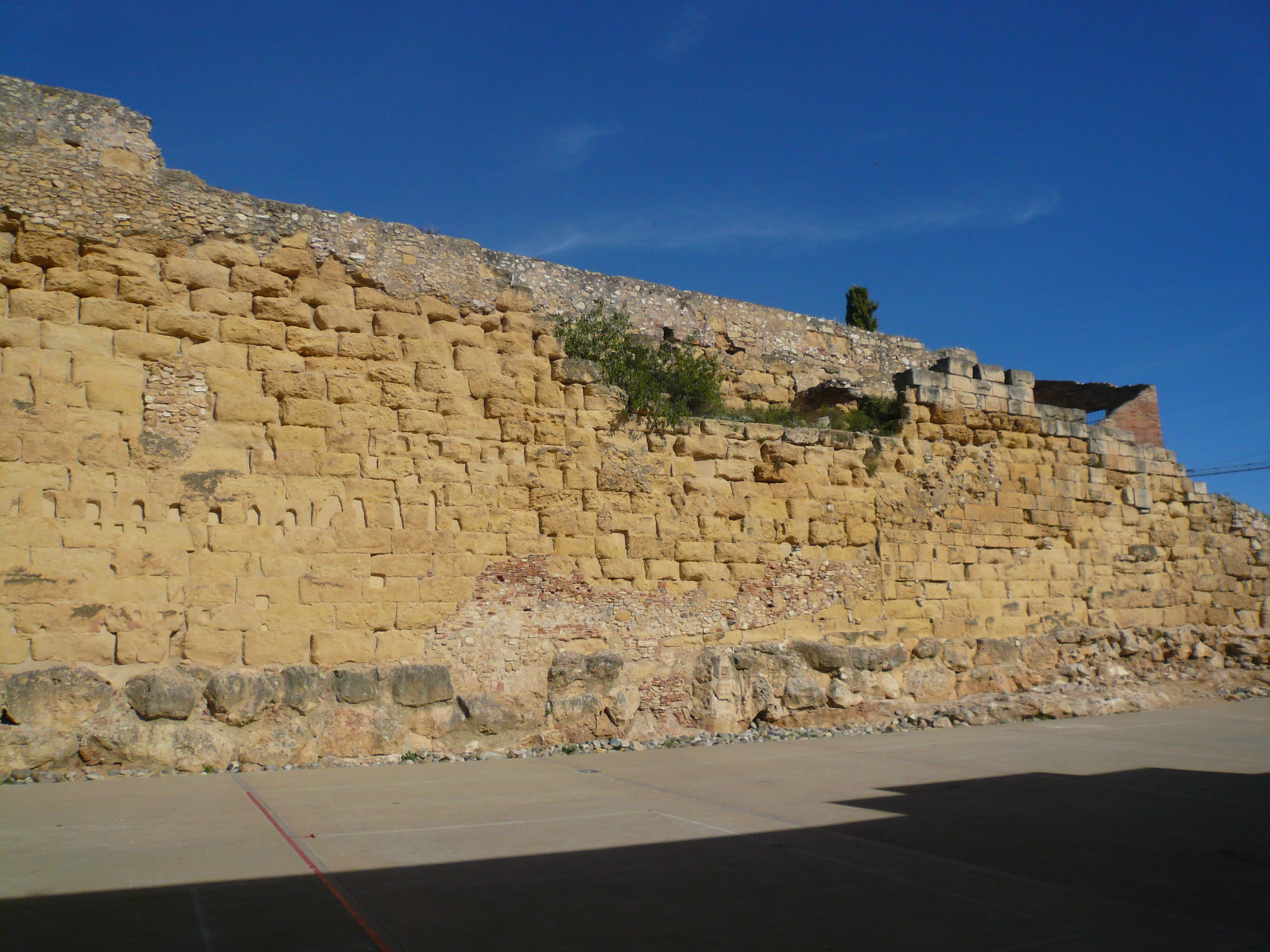
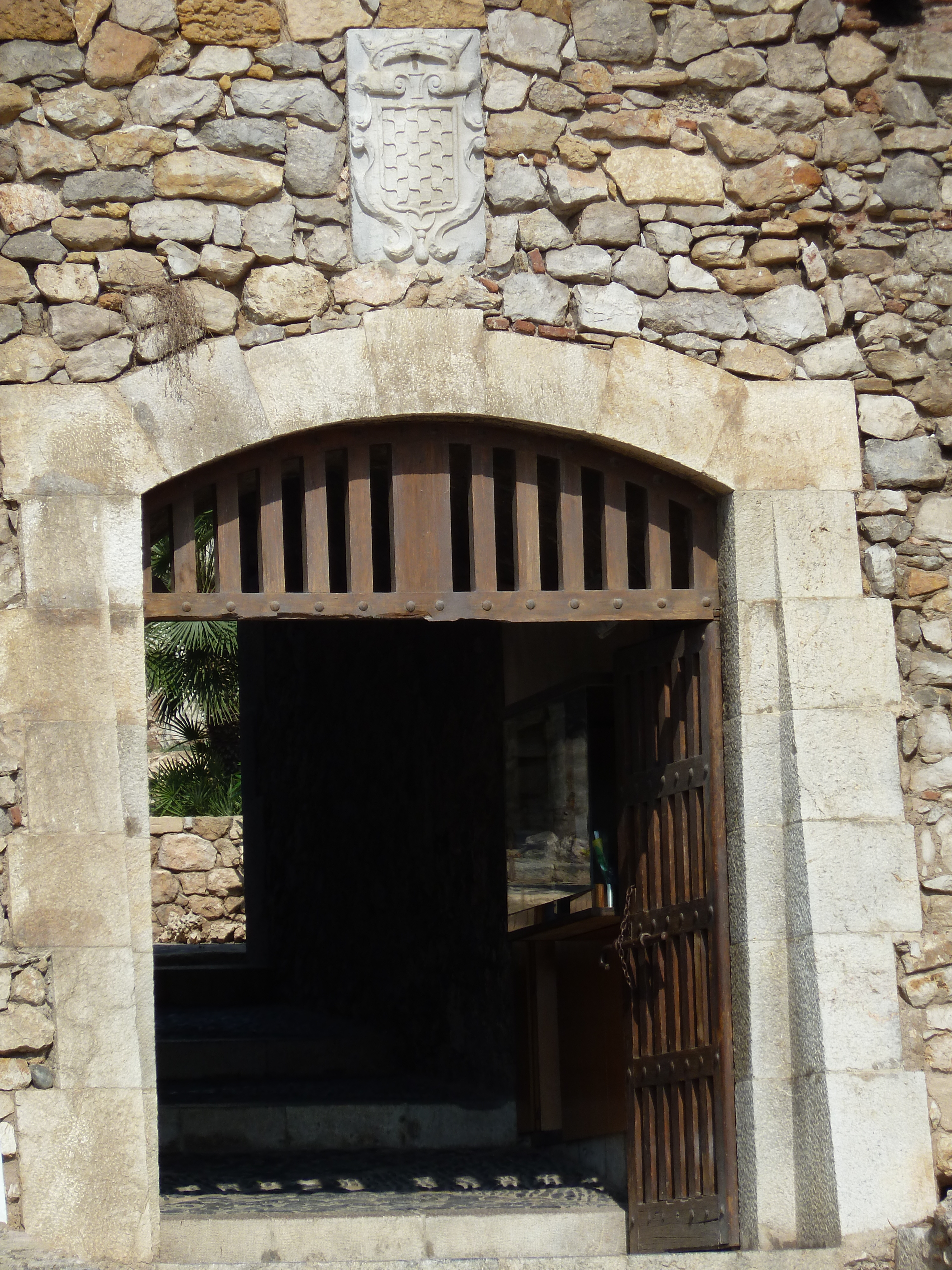
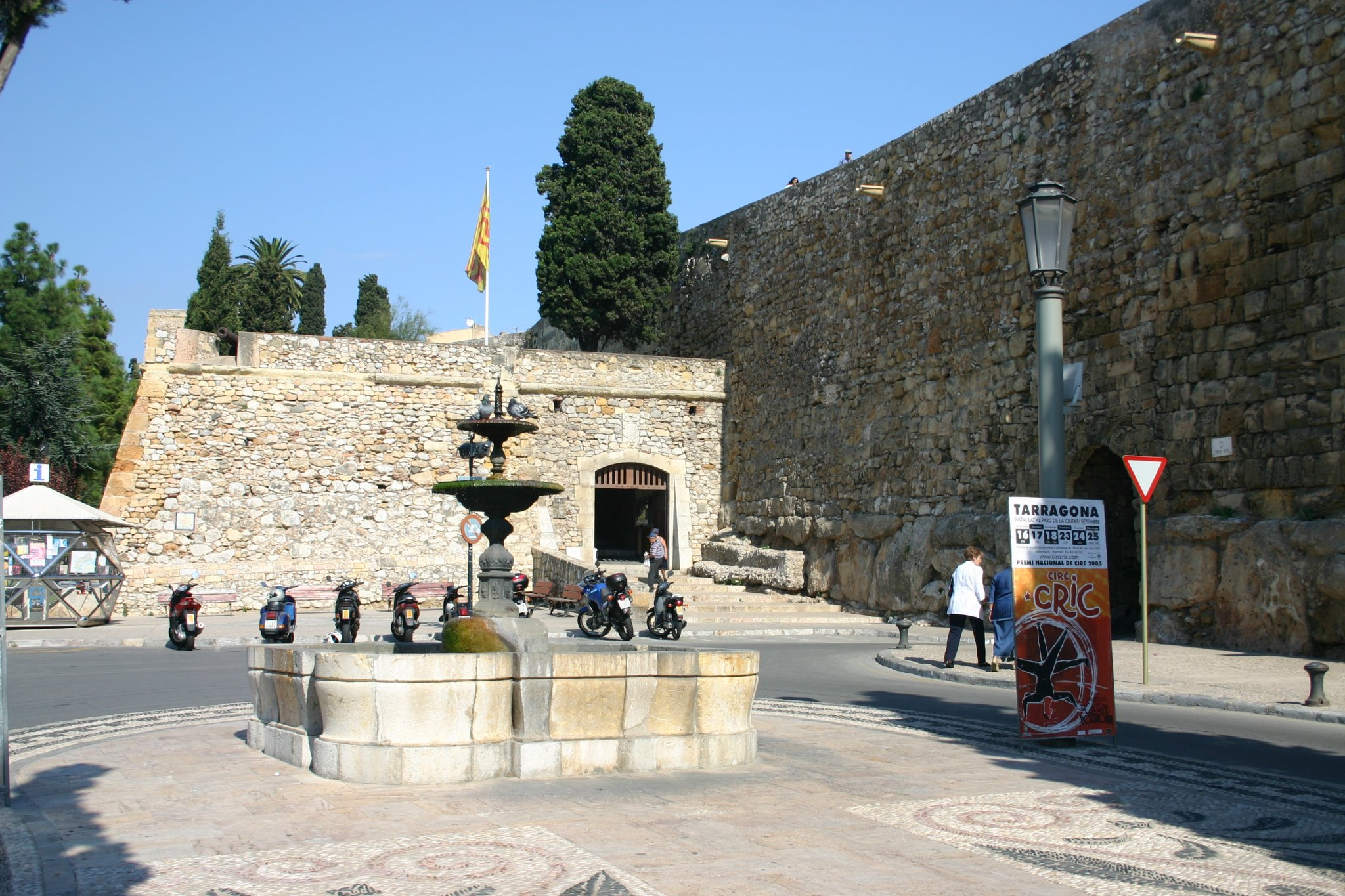
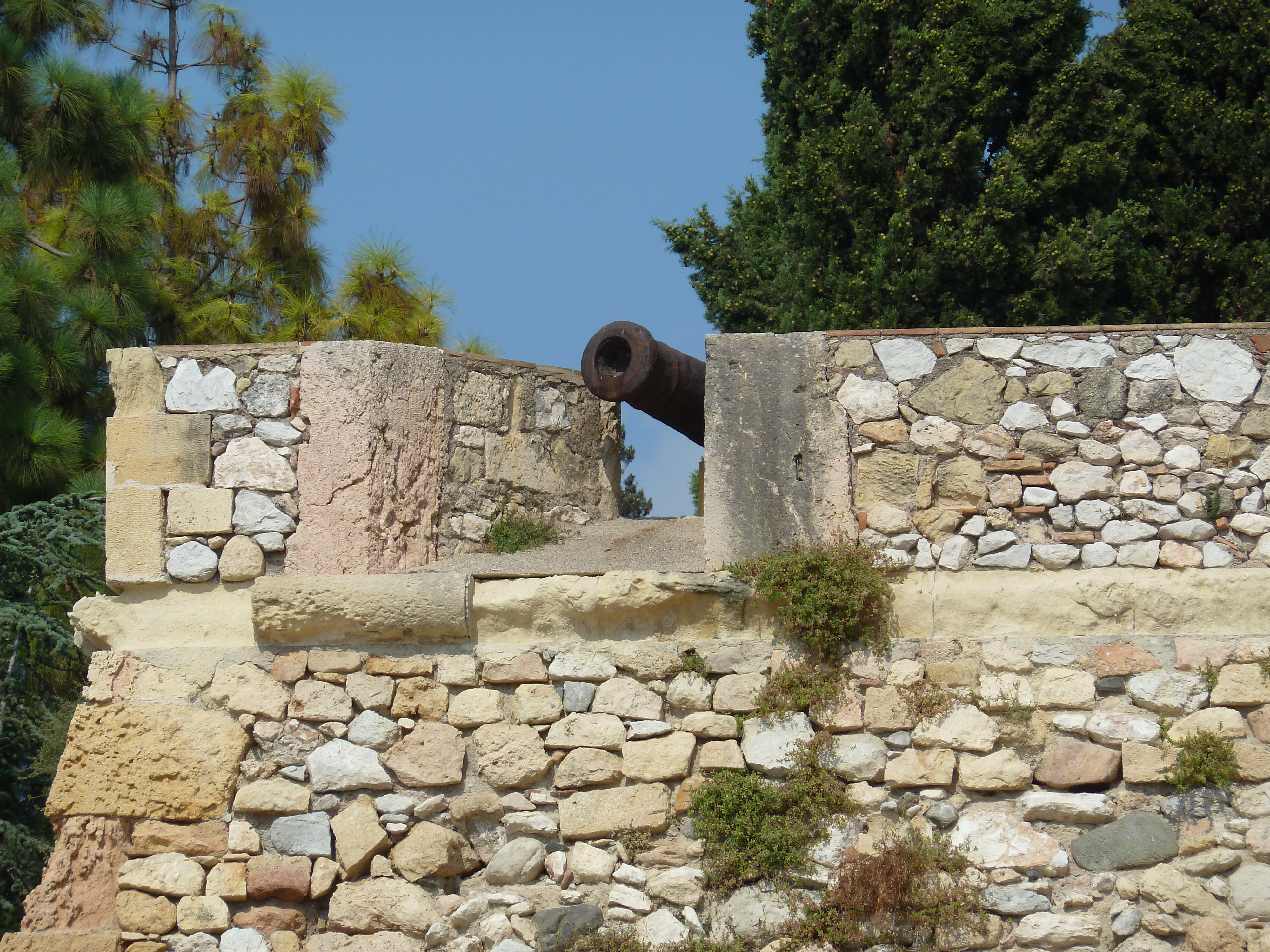
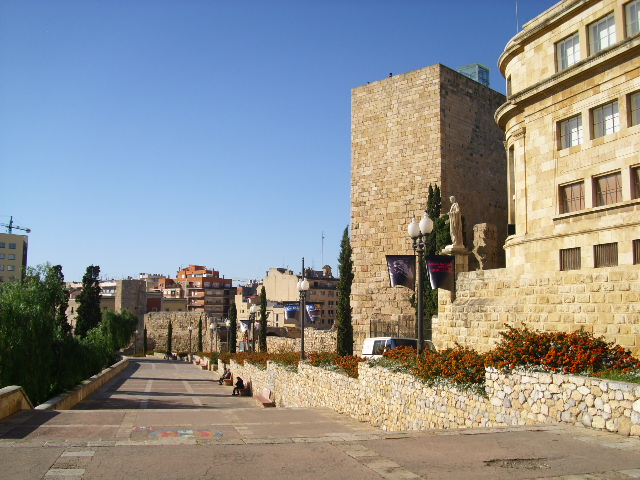
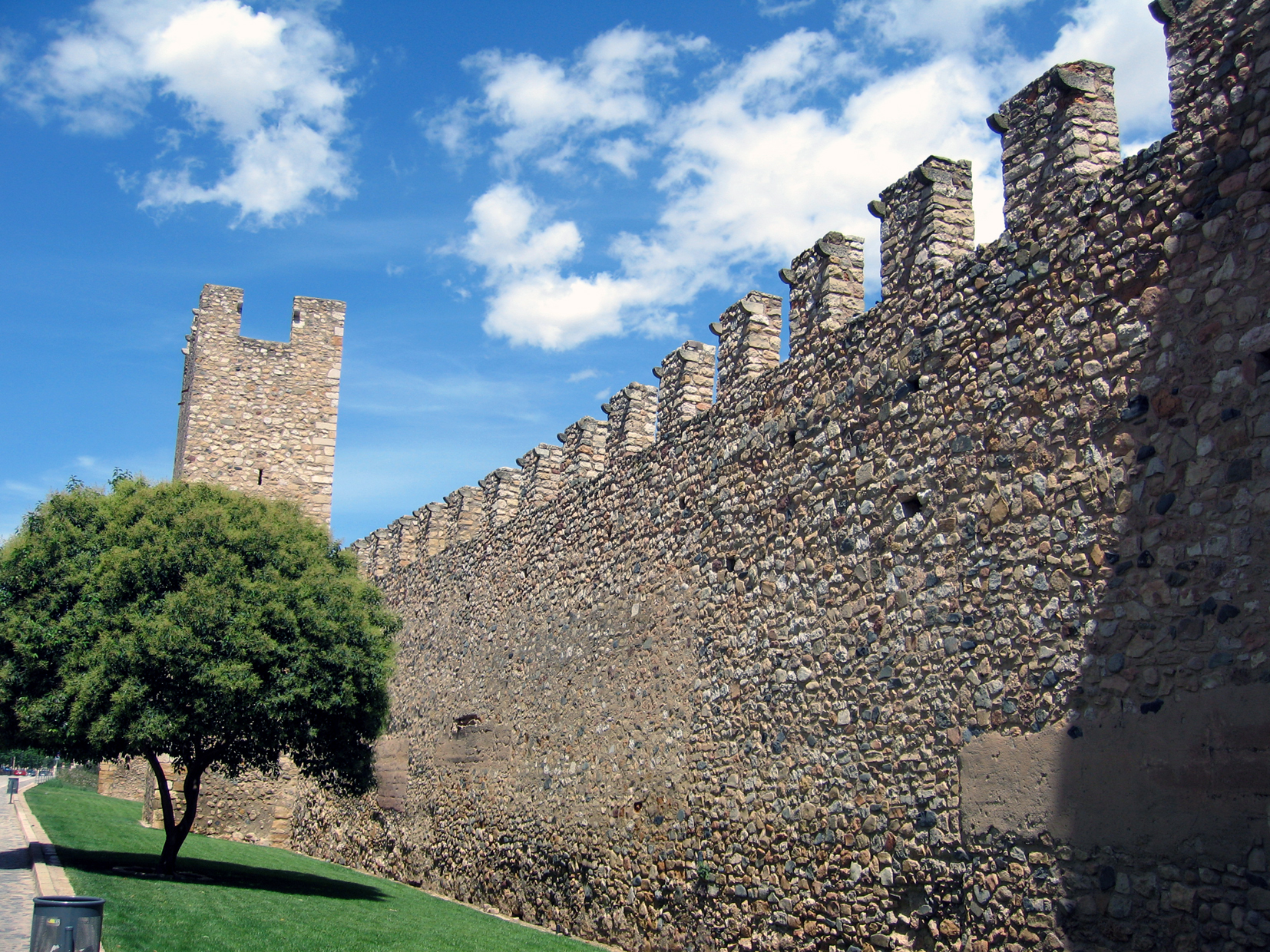
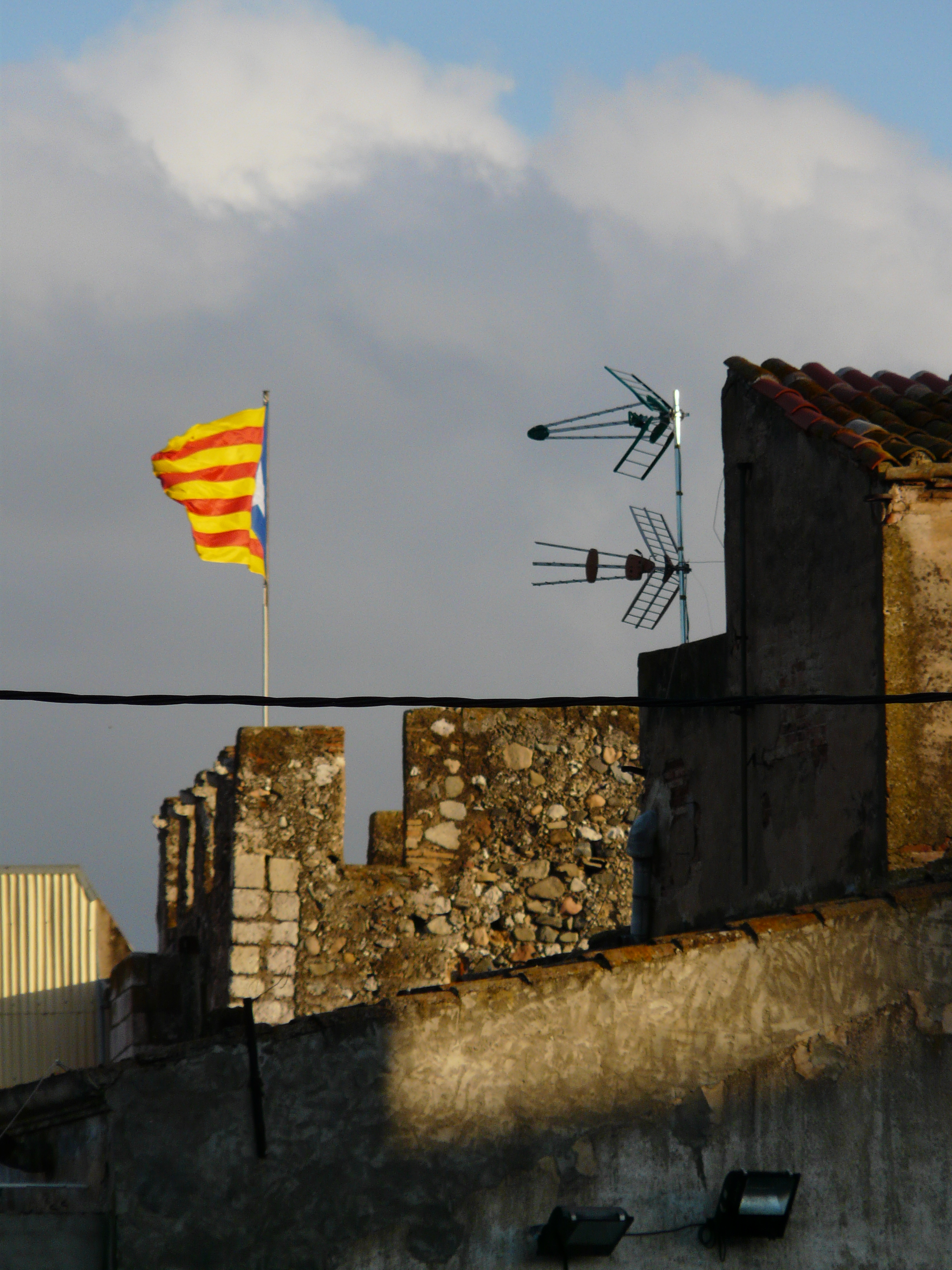
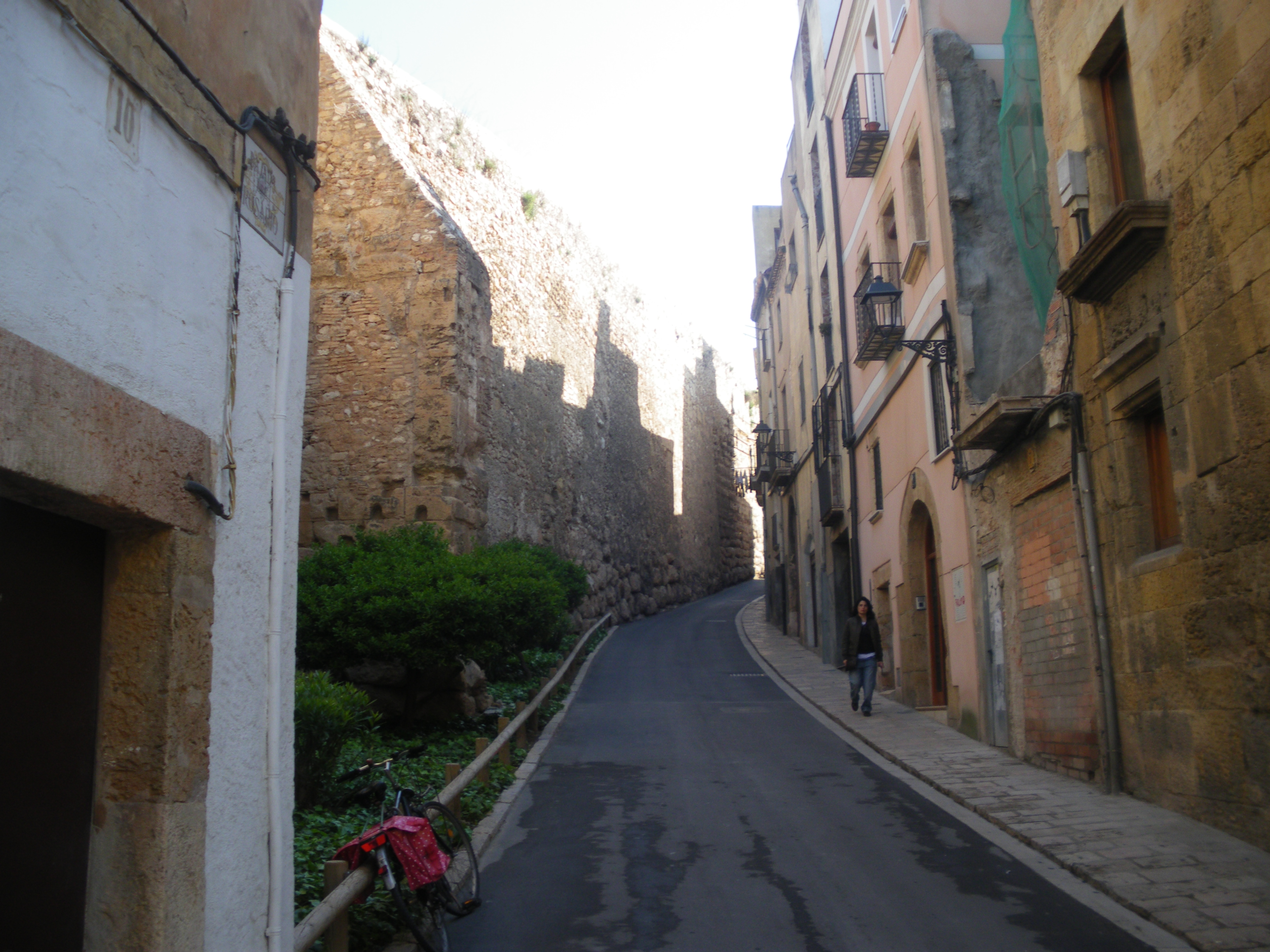
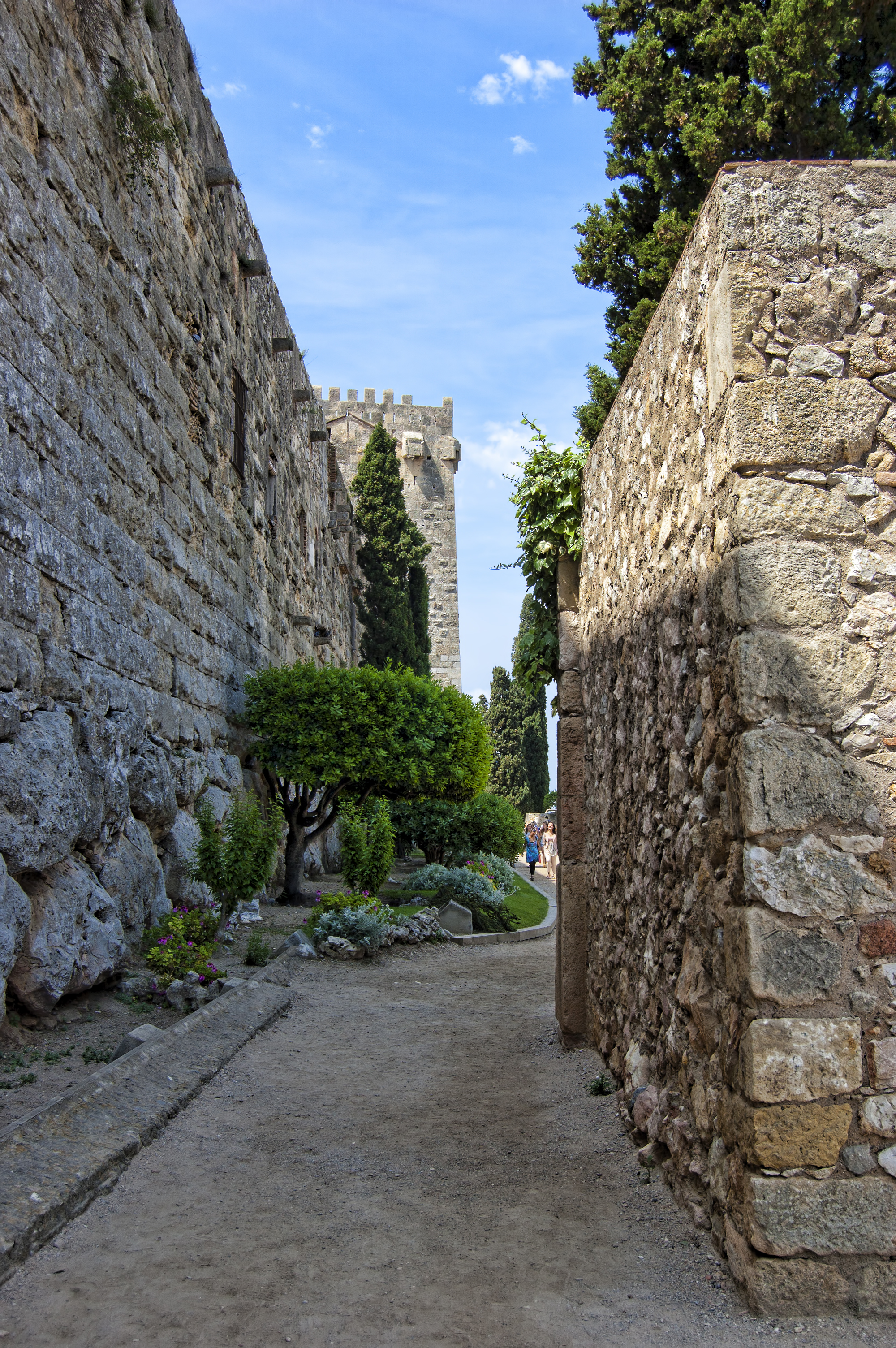